# Орегон-Сіті (Орегон)
Орегон-Сіті (англ. Oregon City) — місто (англ. city) в США, в окрузі Клакамас штату Орегон. Населення — 37 572 особи (2020).

## Географія
Орегон-Сіті розташований за координатами 45°20′29″ пн. ш. 122°35′32″ зх. д. / 45.34139° пн. ш. 122.59222° зх. д. (45.341314, -122.592327).  За даними Бюро перепису населення США в 2010 році місто мало площу 24,06 км², з яких 23,45 км² — суходіл та 0,61 км² — водойми. В 2017 році площа становила 25,59 км², з яких 24,97 км² — суходіл та 0,61 км² — водойми.

### Клімат
| Клімат : Орегон-Сіті    | Клімат : Орегон-Сіті | Клімат : Орегон-Сіті | Клімат : Орегон-Сіті | Клімат : Орегон-Сіті | Клімат : Орегон-Сіті | Клімат : Орегон-Сіті | Клімат : Орегон-Сіті | Клімат : Орегон-Сіті | Клімат : Орегон-Сіті | Клімат : Орегон-Сіті | Клімат : Орегон-Сіті | Клімат : Орегон-Сіті | Клімат : Орегон-Сіті |
| Показник                | Січ.                 | Лют.                 | Бер.                 | Квіт.                | Трав.                | Черв.                | Лип.                 | Серп.                | Вер.                 | Жовт.                | Лист.                | Груд.                | Рік                  |
| Абсолютний максимум, °C | 18,9                 | 23,9                 | 27,2                 | 33,3                 | 40,0                 | 39,4                 | 42,2                 | 41,7                 | 40,6                 | 35,6                 | 23,9                 | 20,0                 | 42,2                 |
| Середній максимум, °C   | 9,2                  | 11,7                 | 14,6                 | 17,6                 | 21,3                 | 24,4                 | 28,5                 | 28,7                 | 25,6                 | 18,4                 | 11,7                 | 8,1                  | 18,3                 |
| Середній мінімум, °C    | 2,5                  | 2,8                  | 4,3                  | 6,1                  | 8,8                  | 11,4                 | 13,6                 | 13,6                 | 11,2                 | 7,7                  | 4,6                  | 1,9                  | 7,4                  |
| Абсолютний мінімум, °C  | −18,9                | −14,4                | −5,6                 | −2,2                 | −0,6                 | 2,8                  | 5,0                  | 5,0                  | 0,6                  | −4,4                 | −12,8                | −14,4                | −18,9                |
| Норма опадів, мм        | 172                  | 117                  | 119                  | 88                   | 62                   | 44                   | 17                   | 18                   | 41                   | 92                   | 167                  | 186                  | 1123                 |
| ----------------------- | -------------------- | -------------------- | -------------------- | -------------------- | -------------------- | -------------------- | -------------------- | -------------------- | -------------------- | -------------------- | -------------------- | -------------------- | -------------------- |
| Джерело:                |                      |                      |                      |                      |                      |                      |                      |                      |                      |                      |                      |                      |                      |

## Демографія
Згідно з переписом 2010 року, у місті мешкало 31 859 осіб у 11 973 домогосподарствах у складі 8206 родин. Густота населення становила 1324 особи/км².  Було 12900 помешкань (536/км²).
Расовий склад населення:
| - 91,1 % — білих - 1,7 % — азіатів - 0,9 % — корінних американців - 0,6 % — чорних або афроамериканців - 0,2 % — вихідців з тихоокеанських островів - 2,3 % — осіб інших рас |

До двох чи більше рас належало 3,1 %. Частка іспаномовних становила 7,3 % від усіх жителів.
За віковим діапазоном населення розподілялося таким чином: 25,5 % — особи молодші 18 років, 63,3 % — особи у віці 18—64 років, 11,2 % — особи у віці 65 років та старші. Медіана віку мешканця становила 36,3 року. На 100 осіб жіночої статі у місті припадало 97,3 чоловіків;  на 100 жінок у віці від 18 років та старших — 95,4 чоловіків також старших 18 років.
Середній дохід на одне домашнє господарство  становив 72 763 долари США (медіана — 62 858), а середній дохід на одну сім'ю — 80 634 долари (медіана — 70 143). Медіана доходів становила 50 894 долари для чоловіків та 45 581 долар для жінок. За межею бідності перебувало 11,6 % осіб, у тому числі 14,1 % дітей у віці до 18 років та 6,7 % осіб у віці 65 років та старших.
Цивільне працевлаштоване населення становило 16 244 особи. Основні галузі зайнятості: освіта, охорона здоров'я та соціальна допомога — 18,7 %, роздрібна торгівля — 13,8 %, виробництво — 12,3 %.